# Williams Jackson
Abraham Valentine Williams Jackson, född 9 februari 1862, död 8 augusti 1937, var en amerikansk orientalist.
Jackson blev 1895 professor vid Columbia University. Han var en av sin tids mest beresta orientalister, och företog resor i Indien (1901 och 1911), i Persien (1903, 1907, 1910 och 1926) samt en stor resa i Indien, Afghanistan, Belutsjistan och östra Persien. 
Jacksons vetenskapliga var inriktad på de forniranska språken och den forniranska religionen. Bland hans arbeten märks An Avesta grammar in comparison with Sanscrit (2 band, 1892), Avesta reader (1893), Zoroaster (1899), Die iranische Religion (1896-1904), Persia past and present (1906) och Zoroastrian studies (1928).